# ۳۵۷ (پیش از میلاد)
۳۵۷ (پیش از میلاد) ۳۵۷مین سال قبل از تقویم میلادی است.